# Museo de Arqueología Maya del Camino Real de Hecelchakán
El Museo de Arqueología Maya del Camino Real de Hecelchakán es el único recinto que se encuentra en la región del Camino Real.
Además, dentro del museo se tienen piezas antropomorfas que expresan la calidad de los trabajos de los antiguos alfareros mayas, principalmente de la Isla de Jaina.

## Historia
Este museo fue inaugurado el 16 de agosto de 1965 bajo el Gobierno del entonces Coronel José Ortíz Ávila, además de que fue donado por la familia del mismo. Actualmente el recinto se encuentra en el primer cuadro de la ciudad de Hecelchakán.

## Características
- Tiene dos ventanas de tipo balcón.
- La fachada tiene un acceso tapiado que se encuentra enmarcado por jambas.
- El edificio está en el Catálogo Nacional de Monumentos Históricos Inmuebles.
- Es un monumento histórico del siglo XVIII, XIX y XX.